# Leioproctus philonesus
Leioproctus philonesus är en biart som först beskrevs av Cockerell 1929.  Leioproctus philonesus ingår i släktet Leioproctus och familjen korttungebin. Inga underarter finns listade i Catalogue of Life.